# Klaus Rajewsky

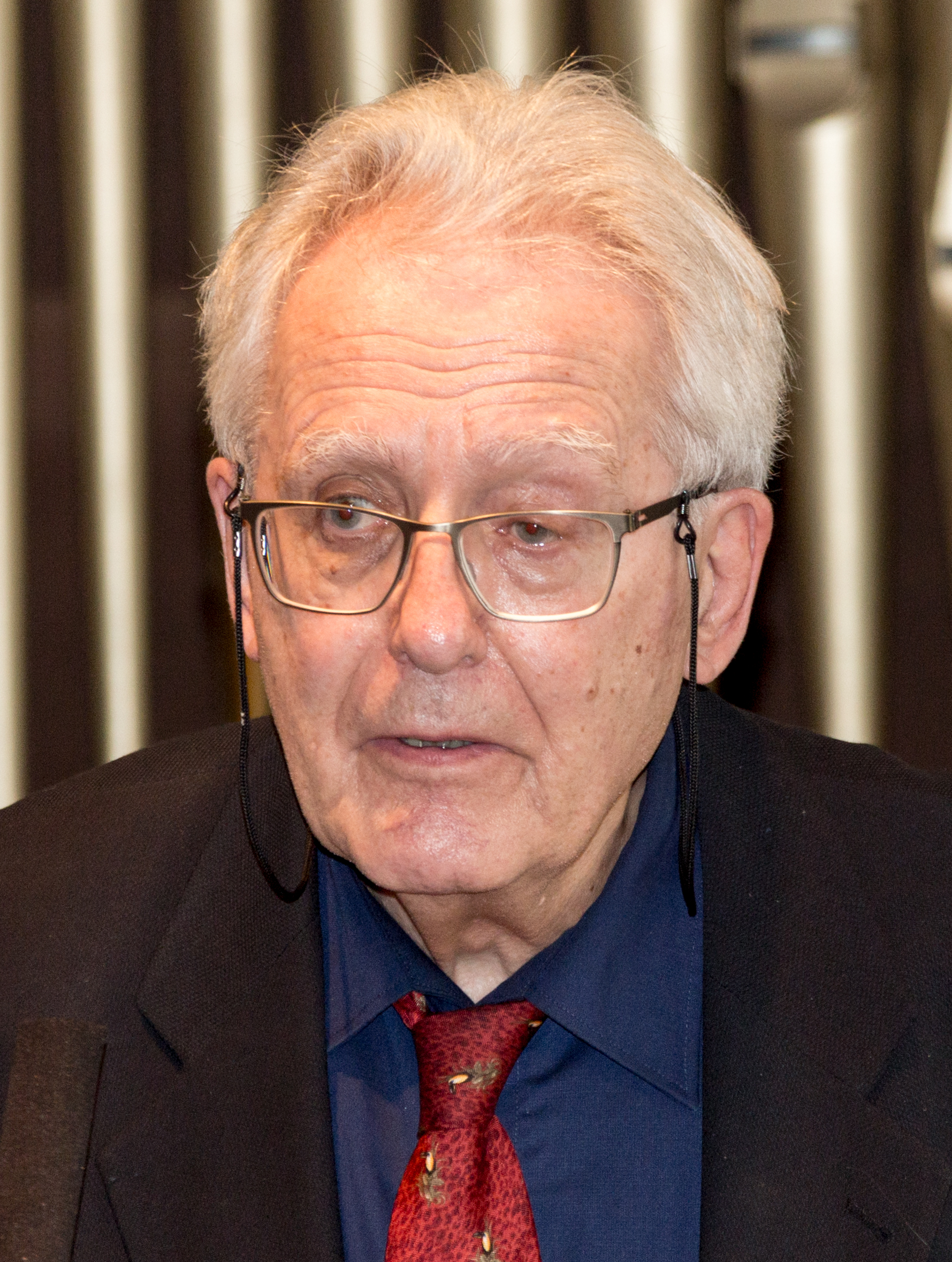
Klaus-Rajewsky, 2017

Klaus Rajewsky (* 12. November 1936 in Frankfurt am Main) ist deutscher Immunologe.

## Wissenschaftliche Stationen
Er absolvierte sein Studium der Medizin in Frankfurt und München. Darauf folgend forschte er am Institut Pasteur in Paris. Von 1964 bis 1970 war Rajewsky wissenschaftlicher Mitarbeiter am Institut für Genetik der Universität Köln. Ab 1970 bis zum Erreichen der Altersgrenze 2001 war er Professor für Molekulargenetik am Institut für Genetik der Universität zu Köln. Nach seiner Emeritierung in Deutschland und beinahe 40 Jahren in Köln wechselte er an die Harvard Medical School, an das Center for Blood Research in Boston. 2011 kehrte er nach Deutschland zurück, um am Max-Delbrück-Centrum für Molekulare Medizin (MDC) Berlin-Buch zu forschen.
1967 war er Gründungsmitglied der Deutschen Gesellschaft für Immunologie und von 1995 bis 2001 Leiter des europäischen „Monterotondo Forschungszentrum“ bei Rom.
Er ist seit 1995 Mitglied der Leopoldina und seit 2003 auswärtiges Mitglied der Russischen Akademie der Wissenschaften.
Seit 2022 ist er Ehrenmitglied der Deutschen Gesellschaft für Hämatologie und Medizinische Onkologie.

## Forschungsschwerpunkte
Als einer der einflussreichsten Wissenschaftler seines Fachs hat Klaus Rajewsky insbesondere zur Entwicklung von Mutanten der Maus als Tiermodelle beigetragen. In solchen Mutanten werden spezifisch in einzelnen Zellarten Gene herausgenommen („knock-out“, „conditional knock-out“, siehe Knockout-Maus), oder aber durch genetische Methoden Gene so verändert, dass sich verfolgen lässt, ob sie in einer Zelle „benutzt“ werden, also in Proteine funktional umgesetzt werden („knock-in“). Rajewsky nutzt diese Modelle, um die Entwicklung der B-Lymphozyten zu analysieren. Ein weiterer Schwerpunkt seiner Arbeit ist dabei die Leukämieforschung, insbesondere die weitere Aufklärung der Mechanismen des Hodgkin-Lymphoms.

## Familie
Sein Vater ist der deutsche Biophysiker und Strahlenforscher Boris Rajewsky (1893–1974). Er war mit der 1993 verstorbenen Christiane Rajewsky verheiratet. Sein Sohn ist der deutsche Bioinformatiker Nikolaus Rajewsky (* 1968).

## Auszeichnungen
- 1977 Avery-Landsteiner-Preis der Deutschen Gesellschaft für Immunologie
- 1988 Mitglied der Academia Europaea
- 1994 Behring-Kitasato-Preis
- 1994 Robert Pfleger-Forschungspreis gemeinsam mit Volker ter Meulen
- 1994 Mitglied der National Academy of Sciences
- 1996 Robert-Koch-Preis, zusammen mit Fritz Melchers.
- 1996 Max-Planck-Forschungspreis
- 1997 Körber-Preis für Europäische Wissenschaft
- 2001 Aufnahme in die American Academy of Arts and Sciences
- 2001 Deutsche Krebshilfe Preis, zusammen mit Martin-Leo Hansmann und Ralf Küppers
- 2004 Ehrendoktor der Johann-Wolfgang-Goethe-Universität Frankfurt am Main
- 2005 Charles Rodolphe Brupbacher Preis für Krebsforschung, zusammen mit Mariano Barbacid
- 2008 Emil-von-Behring-Preis der Philipps-Universität Marburg
- 2008 Ernst Schering Preis
- 2009 Max-Delbrück-Medaille
- 2009 William B. Coley Award
- 2010 Ernst Jung-Medaille für Medizin in Gold
- 2011 Johann-Georg-Zimmermann-Medaille
- 2012 Ehrendoktor der Universität zu Köln
- 2013 Ehrenmedaille der Gesellschaft für Signaltransduktion
- 2017 Ehrenmitgliedschaft der Deutschen Gesellschaft für Immunologie
- 2022 Ehrenmitgliedschaft der Deutschen Gesellschaft für Hämatologie und Medizinische Onkologie[4]
- 2022 Mendel-Medaille der Masaryk-Universität[4]
- Auswärtiges Mitglied der Ukrainischen Akademie der Wissenschaften[5]

## Belege
1. ↑  Brief CV Klaus Rajewsky, Berlin School of Integrative Oncology, abgerufen am 31. März 2017.
2. ↑  Prof. Klaus Rajewsky kehrt aus den USA nach Deutschland zurück – Neue Aufgabe am Max-Delbrück-Centrum für Molekulare Medizin, Max-Delbrück-Centrum für Molekulare Medizin 16. Dezember 2010, abgerufen am 31. März 2017.
3. ↑  Übersicht der DGHO-Ehrenmitglieder. In: DGHO. Deutsche Gesellschaft für Hämatologie und Medizinische Onkologie e. V., abgerufen am 6. Oktober 2023.
4. 1 2  Zweifache Ehrung. Abgerufen am 13. April 2023.
5. ↑  Mitglieder: Klaus Rajewsky. Nationale Akademie der Wissenschaften der Ukraine, abgerufen am 21. Mai 2021.

| Personendaten    | Personendaten        |
| ---------------- | -------------------- |
| NAME             | Rajewsky, Klaus      |
| KURZBESCHREIBUNG | deutscher Immunologe |
| GEBURTSDATUM     | 12. November 1936    |
| GEBURTSORT       | Frankfurt am Main    |